# Uchqoʻrgʻon
Uchqoʻrgʻon (în rusă Учкурган, transliterat: Ucikurgan) este un oraș și localitate de reședință a districtului Uchqoʻrgʻon din regiunea Namangan (aflată în estul Uzbekistanului). În 1989 avea o populație de 23.772 de locuitori.
În 1969 Uchqoʻrgʻon a primit statutul de oraș. Aici funcționează o fabrică de curățare a bumbacului și o companie de extracție a petrolului.